# Stygnoplus forcipatus
Stygnoplus forcipatus is een hooiwagen uit de familie Stygnidae.